# Dendrotriton cuchumatanus
Dendrotriton cuchumatanus és una espècie de salamandra en la família Plethodontidae. És endèmica de Guatemala.
El seu hàbitat natural són els montans humits tropicals o subtropicals. Està amenaçada d'extinció a causa de la destrucció del seu hàbitat.